# Andrew Pawley
Andrew Pawley (ur. 1941) – australijski językoznawca zajmujący się opisem języków i kultur Pacyfiku. 
Dokonał badań terenowych w zakresie języków austronezyjskich i papuaskich (w Papui-Nowej Gwinei, Fidżi, Samoa i Tasmanii). Współtwórca The Oceanic Lexicon Project. W ramach tego projektu podjął próbę rekonstrukcji kultury i środowiska użytkowników języka praoceanicznego (przodka języków oceanicznych).
W 1963 r. rozpoczął badania interdyscyplinarne u ludu Kalam w Papui-Nowej Gwinei. W 1967 r. zapoczątkował podobny projekt na fidżyjskiej wyspie Waya.
Doktoryzował się w 1967 r. na Uniwersytecie w Auckland. Swoją rozprawę poświęcił językowi kalam z Papui-Nowej Gwinei. Obecnie (2020) piastuje stanowisko profesora na Australijskim Uniwersytecie Narodowym.

## Wybrana twórczość
- Samoan Phrase Structure: the Morphology-Syntax of a Western Polynesian Language. Bloomington: Indiana University Archives of Languages of the World, 1966.
- (współredaktor) The Lexicon of Proto Oceanic. The Culture and Environment of Ancestral Oceanic Society, t. 1 (1998) Material Culture; t. 2 The Physical Environment. Canberra: Pacific Linguistics. ISBN 0-85883-507-X, ISBN 0-85883-539-8